# جونگ یونگ
جونگ یونگ (انگلیسی: Jong Yeu-jeng؛ زادهٔ ۲۵ دسامبر ۱۹۷۳) بازیکن بیسبال اهل تایوان است.